# Moivre (Marne)
Moivre é uma comuna francesa na região administrativa do Grande Leste, no departamento de Marne. Estende-se por uma área de 21.84 km², e possui 62 habitantes, segundo o censo de 2018, com uma densidade de 2.8 hab/km².